# Daniel Alcoba
Daniel Alcoba  (15 de marzo de 1948 en La Plata, Argentina) es un escritor y traductor de doble nacionalidad, argentina y española, reconocido por su obra literaria, ensayo y traducciones de libros de la editorial Planeta, Ediciones B, Seix Barral, entre otros.

## Reseña biográfica
Daniel Alcoba es un escritor y traductor en lengua castellana, de doble nacionalidad, argentina y española, que se inició en la escritura como periodista (Diario El Día de La Plata, República Argentina, 1970-1974).
En 1982 se exilió en Francia y posteriormente, en 1984, se radicó en Barcelona para trabajar en la industria editorial española como lector, traductor y redactor al tiempo que realizaba su obra poética, narrativa y ensayística.

## Distinciones
- Premio de Poesía Ateneo de Albacete. Libro de los dragones y otros Animales domésticos ( 1.er premio, 1986).
- Premio Ciudad de Jaén de Poesía. Tratado de males de mollera (1er premio, 1988).

## Obras literarias

#### Poesía
- Libro de los dragones y otros animales domésticos. (1986). ISBN 84-505-8801-4
- Tratado de males de mollera. (1988). ISBN 84-505-8801-4

#### Novelas
- La montaña del origen (Ediciones Minotauro, Barcelona, 1999); ISBN 84-450-7311-7; 84-450-7471-7. 2ªed. Luz Azul, ISBN: 978-841-224-547-9.
- El lector del diablo (CIMS 97, Barcelona, 2001); ISBN 84-8411-040-0
- La cara hembra de Dios (Ediciones Minotauro. Barcelona, 2004); ISBN 84-450-7498-9; 2ª ed.Luz Azul Ed.; ISBN: 978-849-414-405-9
- Pasión irlandesa de Antonin Artaud (Luz Azul Ediciones, Barcelona, 2013); ISBN: 978-849-411-406-6
- Edipo en la Audiencia Nacional (Luz Azul, Barcelona, 2018); ISBN: 978-841-707-348-0
- Final de la etapa guevarista /O de la imitación del Quijote (Editorial Mareotis, Barcelona, España, 2022). ISBN: 978-84-124763-2-5

#### Ensayos
- 1950 ̶2005 Cinco decenios y medio de literatura universal. Editorial Mareotis, España 2021. ISBN: 978-84-124763-0-9
- 1950 ̶1990 Cinco décadas de literatura internacional. Colección Contemporáneos Internacionales (Editorial Planeta, España 1997).   ISBN: 84-08-46231-8
- Inferno. Poéticas de la muerte y formatos del espíritu, de Gilgamesh a Internet (Editorial Planeta, España, 2008; 2ª ed. Luz Azul, Barcelona 2016). 1ª Ed. ISBN: 978-84-08-07965-1; 2ª ed. Luz Azul Ed, ISBN: 978-841-664-005-8

#### Biografías
- Lord Kelvin, Pensamiento, CE Planeta de Agostini, El Mundo, 2008. ISBN: (34) 978-84-674-6145-9 ISBN OC:978-84674-5115-3
- Ramón y Cajal, CE Planeta de Agostini, El Mundo, 2008. ISBN: (23) 978-84-674-6134-3 ISBN OC:978-84674-5115-3
- Lévi-Strauss, Vida y obra, CE Planeta de Agostini, DA El Mundo, 2008. ISBN: (21) 978-84-674-5490-1 ISBN OC:978-84674-5115-3
- John F. Kennedy, Planeta de Agostini, El Mundo, 2008. Dep. Leg.: B 3648-2008
- Charles De Gaulle, Planeta de Agostini, El Mundo, 2008. Dep. Leg. B 3648-2008
- Richard Nixon, Planeta de Agostini, El Mundo, 2008. Dep. Leg. B 3648-2008
- Nelson Mandela, Planeta de Agostini, El Mundo, 2008. Dep. Leg. B 3648-2008.

#### Obra historiográfica en colaboración
- Historia (Universal) National Geographic. RBA & National Geographic Society, 2013. En treinta volúmenes. ISBN Obra completa 978-473-7594-3.

#### Traducciones
- Historia de la literatura erótica, Alexandrian. Editorial Planeta. 1990. ISBN: 84-320-4461-X.
- Iconographie de l’Art chrétien. Louis Réau. Presses Universitaires de France (P.UF.), París, 1957.
- Iconografía del arte cristiano. Louis Réau. 1996, Ediciones del Serbal, Barcelona. ISBN español obra completa: 84-7628-164-1
- Volumen I. Iconografía de la Biblia. Antiguo Testamento. ISBN del original francés: 326-200-855-9  ISBN Español: 84-7628-159-5
- Volumen II. Iconografía del Nuevo Testamento. ISBN del original francés: 9783262008557 ISBN Español: 84-7628-189-7
- Volumen III. Iconografía de los Santos de la A a la F.  ISBN del original francés: 3262014036 ISBN Español: 84-7628-208-7
- Volumen IV. Iconografía de los Santos de la G a la O.  ISBN del original francés: 9783262014039 ISBN Español: 84-7628-212-5
- Volumen V. Iconografía de los Santos de la P a la Z-Repertorios ISBN Español: 84-7628-223-0

- Antropología del dolor. David Le Breton. Seix Barral, 1999, Barcelona. ISBN:84-322-0833-7. Del original: Antropologie de la douleur, David Le Bretón. Éditions Métaillié, París, 1995.
- Alá no está obligado. Muchnik Editores, S.A. 2001. Título original Alah n'est pas obligé. Éditions du Seuil 1999.
- Esperando el voto de las fieras, Aleph Editores S.A. 2002. ISBN 84-7669-590-X. Título original En attendant le vote des bêtes sauvages. Editions su Seuil, Paris, 1998.